# Reusel-De Mierden
Reusel-De Mierden est une commune des Pays-Bas de la province du Brabant-Septentrional.
À l'ouest et au sud, la limite de la commune est formée par la frontière avec la Belgique, à l'est, par la commune de Bladel, au nord, par la commune de Hilvarenbeek.
La commune a été formée en 1997, par la fusion entre les communes de Reusel et de Hooge en Lage Mierde.

## Localités
- Hooge Mierde
- Hulsel
- Lage Mierde

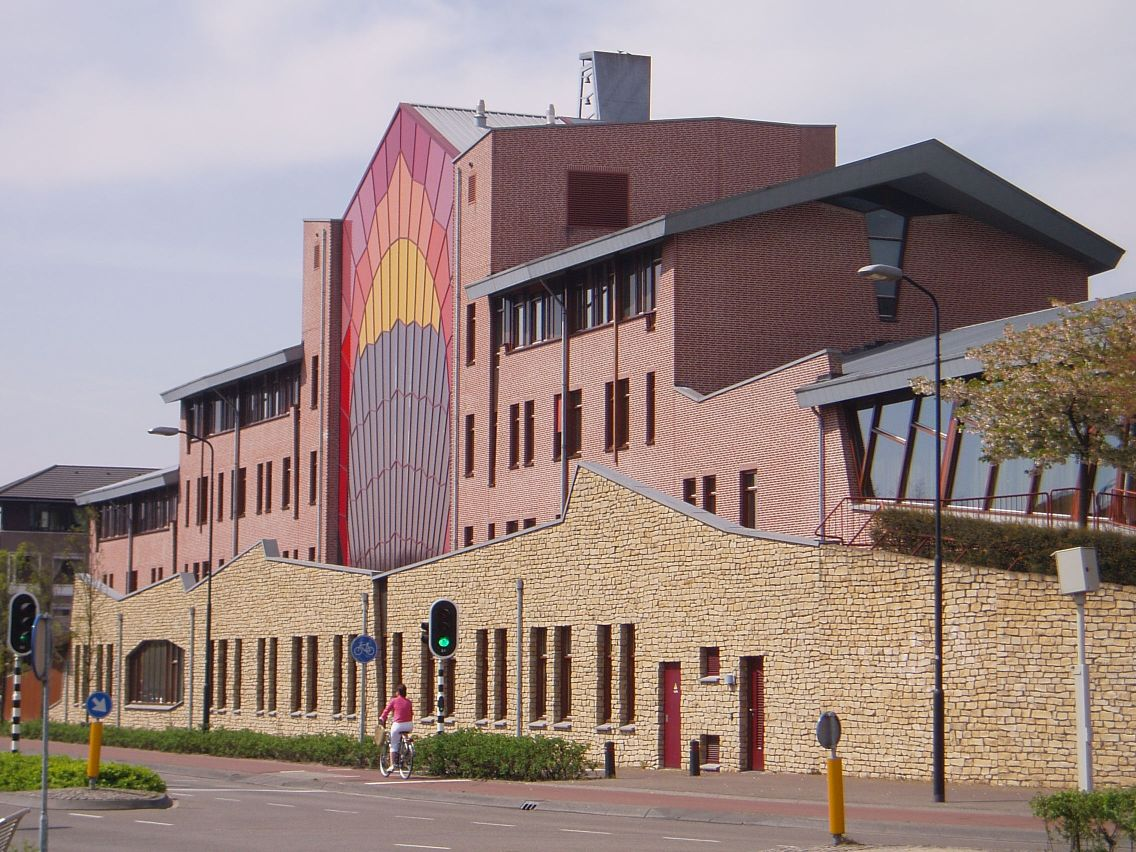
Mairie de Reusel-De Mierden à Reusel.

- Reusel, chef-lieu de la commune, où se trouve la mairie.